# El Biscella
El Biscella (prev. ustrahovalec) je italijanska pesem v milanskem narečju lombardščine iz zgodnjih šestdesetih let dvajsetega stoletja, ki sta jo napisala Giovanni D'Anzi in Alfredo Bracchi.

## Zgodovina
Biscella je milanska beseda, ki pomeni "kodrast" (izpeljano iz bisc-bish, kar pomeni jež), nekakšen nasilnik, ki skuša ustrahovati ljudi, vendar je zaradi nerodnosti in pomanjkanja manir ter zaradi ekstravagantnih oblačil bolj komičen kot nevaren.
Pesem pripoveduje zgodbo o »biscelliju«, ki živi v soseski Porta Ticinese in hodi na zabave, na katerih se mu vsi za hrbtom smejijo, zaradi njegovih smešnih oblačil in nerodnega načina plesa.